# 段美玉
段美玉，是一位來自澳門的流行樂女歌手、詞曲作者及音樂監製，同時也是澳門流行歌唱比賽的評審。

## 音樂成就
- 2018年：憑藉首發單曲《你的笑容》獲得第十六屆澳廣視至愛新聽力“樂迷至愛歌曲獎”[3]。
- 2019年：監製歌曲《風樹之悲》獲《第四屆VIP音樂榜頒獎典禮》[4]“VIP熱播新人銅獎”[5]。
- 2020年：創作歌曲《Fairy Christmas》獲《第五屆VIP音樂榜頒獎典禮》“VIP熱播歌曲獎”[6]。
- 2024年：創作歌曲《玲瓏》獲得第21屆澳廣視至愛新聽力“最佳正能量獎”[7]
- 2024年：作品《時光淺淺》獲第六屆《澳MV頒獎盛典》“國潮風MV大獎”[8]。

## 主要作品
| 年份   | 作品                 |
| ------ | -------------------- |
| 2018年 | 《你的笑容》         |
| 2019年 | 《風樹之悲》         |
| 2019年 | 《下輩子也想你》     |
| 2020年 | 《Fairy Christmas》  |
| 2021年 | 《紅豆》             |
| 2022年 | 《自在感》           |
| 2023年 | 《因爲有你在身旁》   |
| 2023年 | 《風說心動》         |
| 2024年 | 《玲珑》             |
| 2024年 | 《一路相遇一路再见》 |
| 2025年 | 《时光浅浅》         |
| 2025年 | 《月下桂影》         |
| 2025年 | 《发光》             |
| 2025年 | 《理想答案》         |

## 外部連結
- YouTube上的段美玉頻道
- 段美玉的Facebook專頁